# Arboretum Tannenhöft

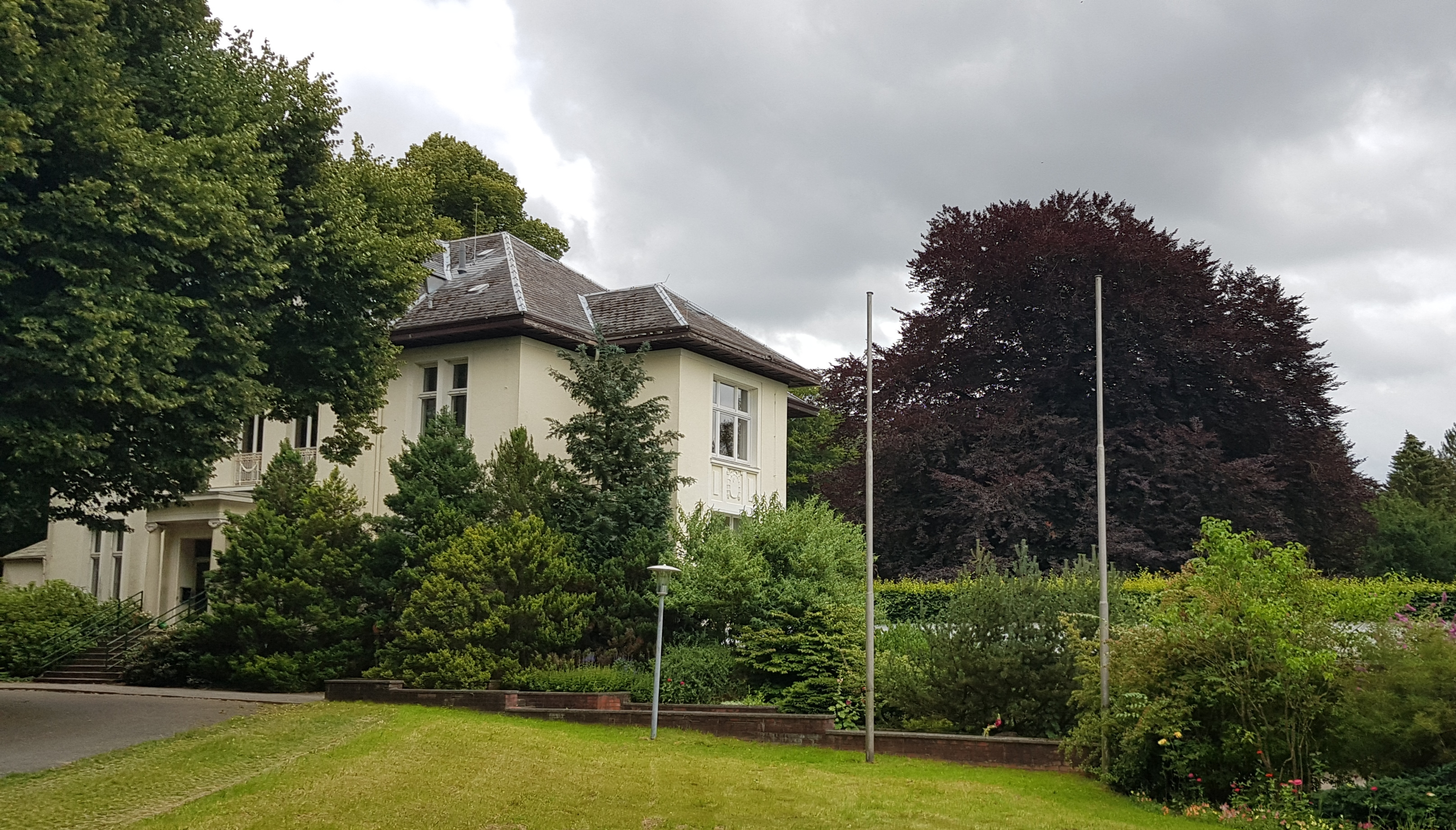
Villa des Arboretum Tannenhöft, im Hintergrund mit einer Blutbuche als Solitärgehölz aus der Entstehungszeit des Arboretums

Das Arboretum Tannenhöft ist eine 22 Hektar große Anlage in Großhansdorf. Es wurde Anfang des 20. Jahrhunderts auf Wirken des damaligen Besitzers, des Hamburger Reeders George Henry Lütgens, angelegt. 1908 wurde dafür die als Ackerland genutzte „Manhagenkoppel“ gekauft. Das Arboretum mit Weiher und Felsenpartie („Rockery“) sowie das Herrenhaus stehen seit 2002 unter Denkmalschutz.
Die Liegenschaft ist heute in Bundesbesitz und wird vom Thünen-Institut für Forstgenetik, einem Fachinstitut des Johann Heinrich von Thünen-Instituts, als Forschungsstandort genutzt.

## Geschichte
Der Hamburger Reeder Henry Lütgens erwarb 1908 das Grundstück, um einen Landsitz vor den Toren Hamburgs und ein Arboretum anzulegen. Es wurde unter der Federführung des Hamburger Gartenarchitekten Rudolph Jürgens eingerichtet und gepflegt.
Die Villa wurde 1908/09 von den Hamburger Architekten Johann Gottlieb Rambatz und Wilhelm Jollasse in einem Mischstil aus klassizistischen Jugendstil-Elementen errichtet.
Nach dem Ableben von G. H. Lütgens 1928 wohnten Verwandte und andere Mieter auf dem Gelände. Zudem wurde ein lukratives Kieswerk eingerichtet, wodurch die gartenbauliche Gestaltung des Geländes massiv verändert wurde. 1938 sollte das Grundstück von den Erben, Alfred Henry Lütgens und Alwine Adele Margot Asschenfeldt, verkauft werden. 1941 ging das Gelände durch Kauf an die Freie und Hansestadt Hamburg. Das Reichsinstitut für ausländische und koloniale Forstwirtschaft wurde eingerichtet. Die Gärtnerei aus der Gründerzeit besteht noch, allerdings wurden die Gewächshäuser durch moderne Anlagen ersetzt.
Ab 1943 war in der Villa das Institut für Anorganische Chemie der Universität Hamburg ausgelagert, das hier von 1946 bis 1948 Forschung und Lehre ausübte. Nachdem das Universitätsinstitut ein neu errichtete Gebäude in Hamburg-Eimsbüttel in den Jahren 1963/64 bezog, ging das Gelände in die alleinige Nutzung der damaligen Zentralanstalt für Forst- und Holzwirtschaft über, die ein Jahr später in Bundesforschungsanstalt für Forst- und Holzwirtschaft (BFAFH) umbenannt wurde. Durch Interesse der englischen Besatzungsmacht und eines eingesetzten Oberförsters, der für die Verwaltung des Arboretums eingesetzt wurde, wurde die Abholzung in den Nachkriegsjahren verhindert.

## Forstwissenschaftliche Bedeutung
Das Arboretum ist durch mehrere formgebende Elemente geprägt. In der direkten Umgebung der Villa wurden Hängebuchen und weitere Solitärbäume gepflanzt. Hinter dem Laborgebäude findet sich ein Weiher, der den Übergang zwischen offenen Wiesen und waldartiger Gestaltung bildet. Die Steinlandschaft am Weiher war im romantisierenden Stil mit Höhlen und Grotten angelegt. Durch Baumaßnahmen im frühen 20. Jahrhundert auf dem Gelände und angrenzendem Stadtgebiet versiegte die natürliche Quelle, die den Weiher versorgte. Ein weiterer charakteristischer Bestandteil des Arboretums ist das Japan-Quartier, das zunächst als Blumengarten angelegt wurde und ab 1920 mit ostasiatischen Gehölzen zur jetzigen Form verändert wurde.
Das in den Jahren 1910 bis 1924 angelegte Arboretum beeindruckte die Fachwelt, sodass die 1925 in Altona tagende Deutsche Dendrologische Gesellschaft eine Exkursion nach Großhansdorf absolvierte.
Die von Lütgens gegründete Sammlung von Baum- und Straucharten wurde nach Gründung des Forschungsinstituts übernommen und wissenschaftlich genutzt. Die Sammlung wurde fortlaufend ergänzt, allerdings statt wie ursprünglich mit Gehölzen aus Baumschulen vorrangig durch Pflanzen aus ihrem natürlichen Verbreitungsgebiet. Besonders auffällig ist die Reihenanpflanzung von Fichten entlang der Sieker Landstraße von Großhansdorf nach Ahrensburg, die zu wissenschaftlichen Zwecken angelegt wurde. Inzwischen sind mehrere Bäume gefällt worden, so dass ein stärkerer Einblick von außen in das Gelände möglich ist. Das Anpflanzen vielfältiger Varietäten unterstützte die forstgenetische Forschung, sodass beispielsweise die Mendelsche Aufspaltung des Merkmals Nadelfarbe anhand von Nachkommenschaften gelber Fichten (Picea abies 'Aurea') nachgewiesen werden konnte.
Das Arboretum Tannenhöft beherbergt mehrere ausgezeichnete Rekordbäume, darunter eine Goldbuche (Fagus sylvatica 'Zlatia') mit einem Stammumfang von 457 cm.

## Aktuelle Nutzung
Seit 1948 wird das Arboretum Tannenhöft vom Institut für Forstgenetik und Forstpflanzenzüchtung, heute Thünen-Institut für Forstgenetik, genutzt. Das Herrenhaus beherbergt die Verwaltung sowie Büroräume. In den Jahren 1967/68 wurde ein Laborgebäude errichtet. Im vorderen Bereich des Arboretums wurden die schon zur Lütgens-Zeit eher landwirtschaftlich genutzten Flächen zu Baumschulflächen umgewandelt, die zusammen mit mehreren Gewächshäusern und technischen Einrichtungen die Institutsgärtnerei bilden.
An den hinteren Teil des Arboretums ist eine Sammlung von Espen, Buchen, Lärchen, Fichten, Kiefern und Birken für wissenschaftliche Zwecke angelegt. Der zentrale Teil des Arboretums besteht im ursprünglichen Charakter fort. 
Das Arboretum umfasst aktuell etwa 500 Arten und Sorten sowie eine Sammlung von über 1000 Klonen, darunter viele dendrologische Besonderheiten.
Aufgrund der Nutzung des Geländes als Forschungseinrichtung ist das Arboretum nicht öffentlich zugänglich. Nach Rücksprache sind aber Führungen durch Institutsmitarbeiter möglich.